# Alphonse-Constance Duboys
Pour les articles homonymes, voir Duboys.
Alphonse-Constance Duboys, né le 22 septembre 1815 à Lyon et mort à Lyon 2e le 4 mai 1853, est un architecte français. Il a travaillé à la construction et la restauration de bâtiments religieux à Lyon.

## Biographie
Alphonse-Constance Duboys est né le 22 septembre 1815 à Lyon. 
Il étudie à l'École des beaux-arts de Lyon où il suit les cours de Chenavard. Il obtient en 1834 le premier prix d'architecture.
Il entre dans le cabinet de Hugues-François Dubuisson de Christot, architecte des Hospices civils de Lyon, comme associé.
Alphonse Constance Duboys est membre titulaire de la Société académique d'architecture de Lyon, le 3 janvier 1846.

## Œuvres
Il réalise les travaux d'architecture suivants :
- En 1837, il dirige les réparations du clocher et de l'intérieur de la chapelle de l'hôpital de la Charité de Lyon[4]
- En 1839-1840, il établit les plans et s'occupe de la construction du Passage de l'Hôtel-Dieu de Lyon[5] avec son collègue  l'architecte Hugues-François Dubuisson de Christot. Il s'occupe de la prolongation de la façade de l'Hôtel-Dieu jusqu'à la rue de la Barre.
- En 1852, à la demande du cardinal de Bonald, il est chargé de la restauration de la Chapelle Saint-Thomas et de la construction du clocher de cette ancienne église, à Fourvière[6]. Le clocher, surmonté de la statue de la Vierge du sculpteur Fabisch est inauguré le 8 décembre 1852, c'est la première Fête des Lumières à Lyon.

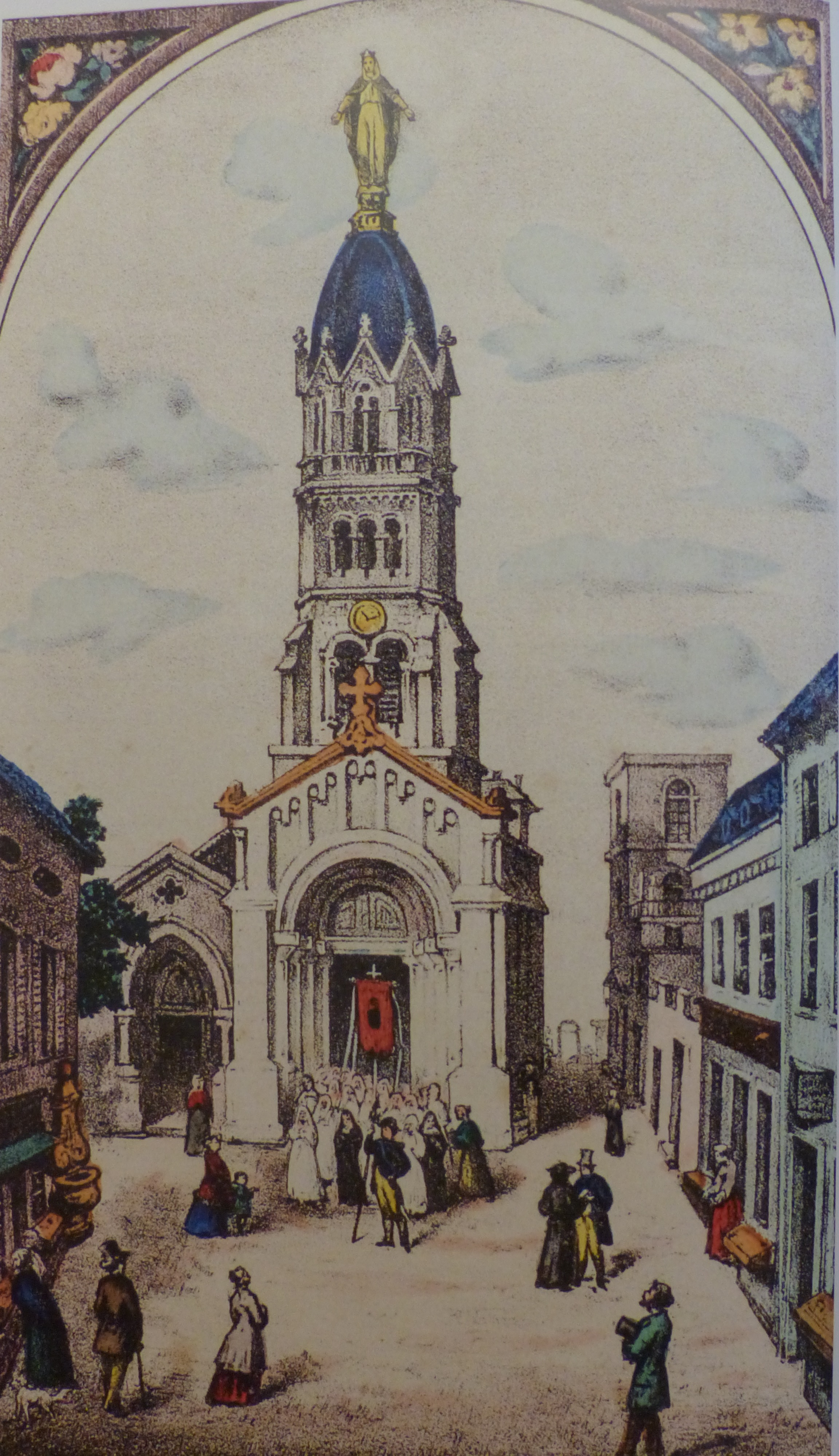
Chapelle Saint-Thomas à Fourvière.

Il est malade et meurt peu de temps après, le 4 mai 1853, à l'âge de 37 ans.